# Tamme-Lauri-eik

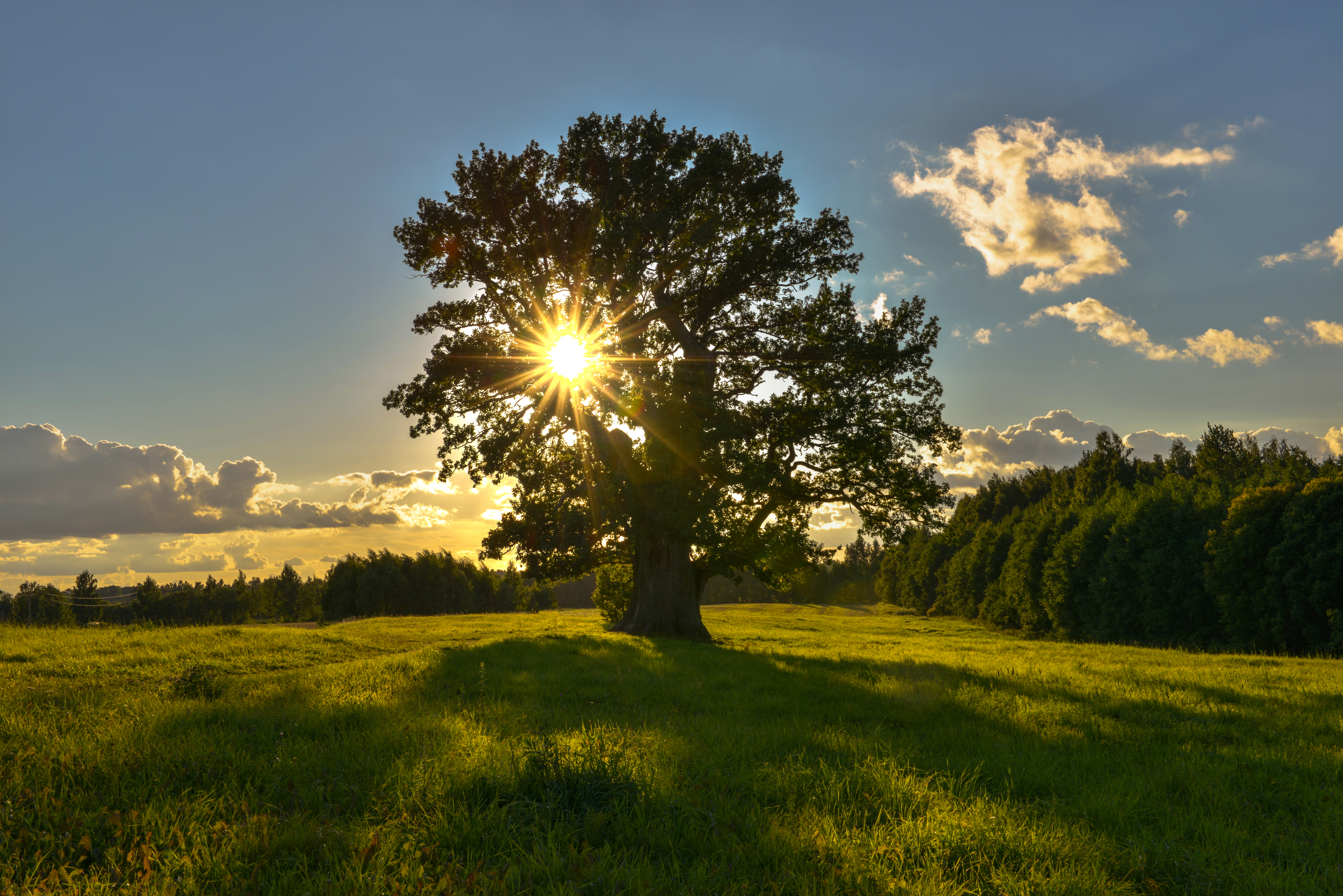
Tamme-Lauri-eik

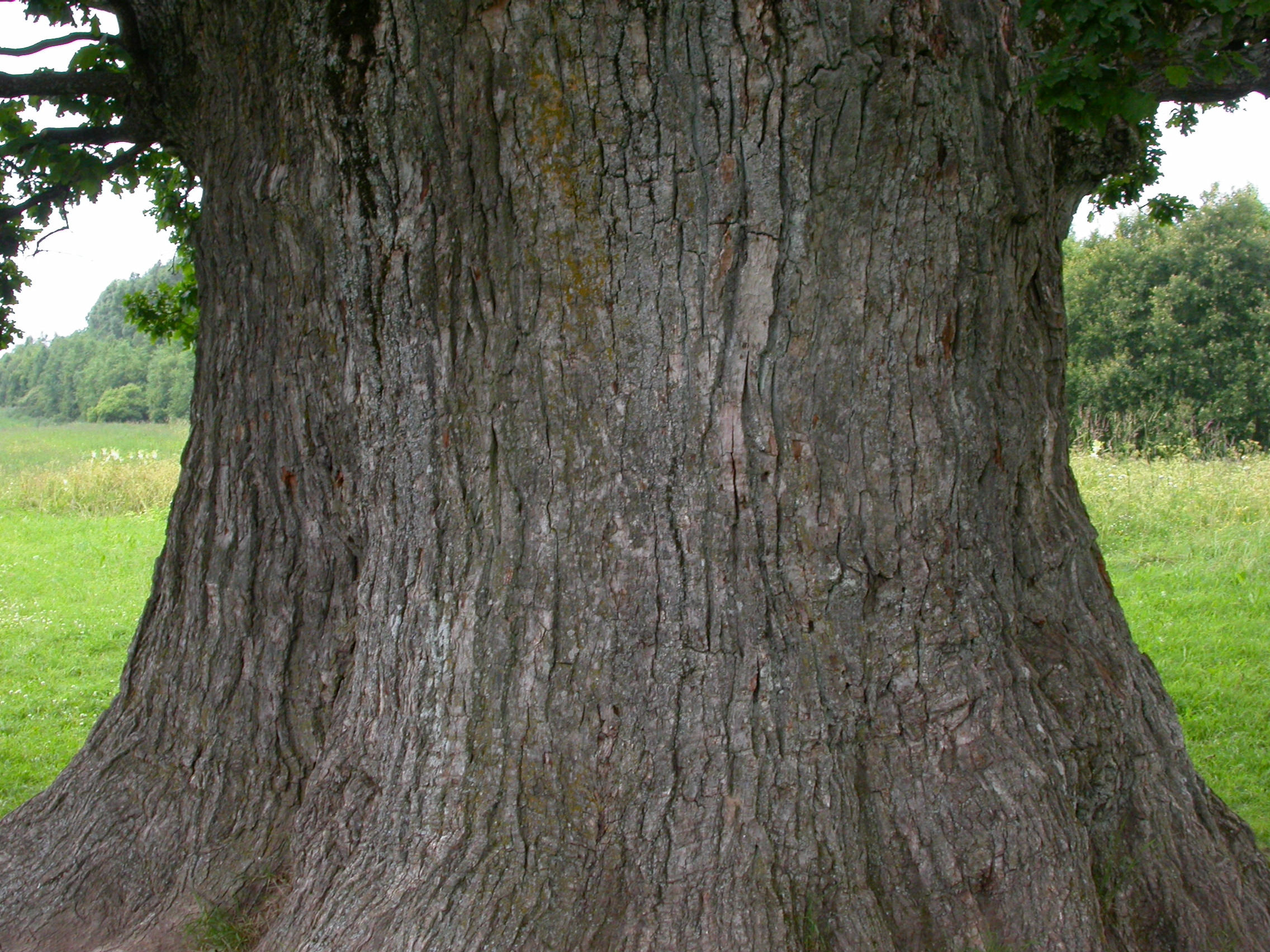
Stam van de Tamme-Lauri-eik

De Tamme-Lauri-eik (Estisch: Tamme-Lauri tamm) is de oudste en dikste boom van Estland. De boom bevindt zich bij de plaats Urvaste in de gemeente Antsla in de provincie Võrumaa. De hoogte van de boom bedraagt 17 meter en hij heeft een omtrek van 831 centimeter, gemeten op een hoogte van 130 centimeter. Naar schatting is de boom geplant in 1326. 
De eik is meerdere malen getroffen door de bliksem met als gevolg dat de takken beschadigd zijn en de stam uitgehold is. Tijdens de restauratie van de boom in 1970 werd in de holte van de boom een oude schuilplaats van de Woudbroeders aangetroffen, een groep van Litouwse, Letse en Estlandse partizanen die actief waren in de Baltische staten. De holte kon zeven staande mensen herbergen totdat deze in 1970 gevuld werd met acht ton gewapend beton. De boom is nog steeds vitaal ondanks dat de top eruit gebroken is door de diverse blikseminslagen. 
De naam van de Tamme-Lauri-eik is ontleend aan de naam van de boerderij "Tamme-Lauri", die op zijn beurt haar naam weer ontleend heeft aan de geest Laurits, die in de eik zou leven. De geest kon volgens de legende zowel geluk als ongeluk brengen. 
De Tamme-Lauri-eik staat afgebeeld op de achterkant van het bankbiljet ter waarde van tien Estische kronen. In 2006 is het land waarop de boom groeit gekocht door de Estlandse overheid. Sinds 1939 is de boom beschermd.